# Era una notte buia e tempestosa...
Era una notte buia e tempestosa... è un film commedia del 1985 diretto da Alessandro Benvenuti e interpretato dai Giancattivi (Alessandro Benvenuti, Athina Cenci, Daniele Trambusti).

## Trama
La giovane Valentina non si rassegna a una vita priva di qualche lusso e, per guadagnarsi qualche soldo in più, affitta una camera a Felix, giovane comico senza successo, e una a Riccardino, giovane triste e poco appariscente. In breve l'appartamento diviene un luogo fondamentale per i tre; Valentina e Felix s'innamorano ma, quando la loro convivenza sembra perfetta, Valentina viene sfrattata. A loro volta Riccardino e Felix decidono di andarsene e Valentina, in una notte "buia e tempestosa", guarda il televisore, attendendo le insidie d'un incerto domani. I due giovani tornano a casa e, tutti insieme, affrontano l'avvenire.

## Il titolo
Il titolo del film riprende l'incipit del romanzo Paul Clifford (1830) di Edward George Bulwer-Lytton, «Era una notte buia e tempestosa» con cui, nelle celebri strisce a fumetti Peanuts di Charles M. Schulz, il cane Snoopy incomincia quasi tutti i suoi romanzi immaginari.

## Critica
(Paolo Mereghetti Il Mereghetti. Dizionario dei film (1993): *½)